# A Mamurria

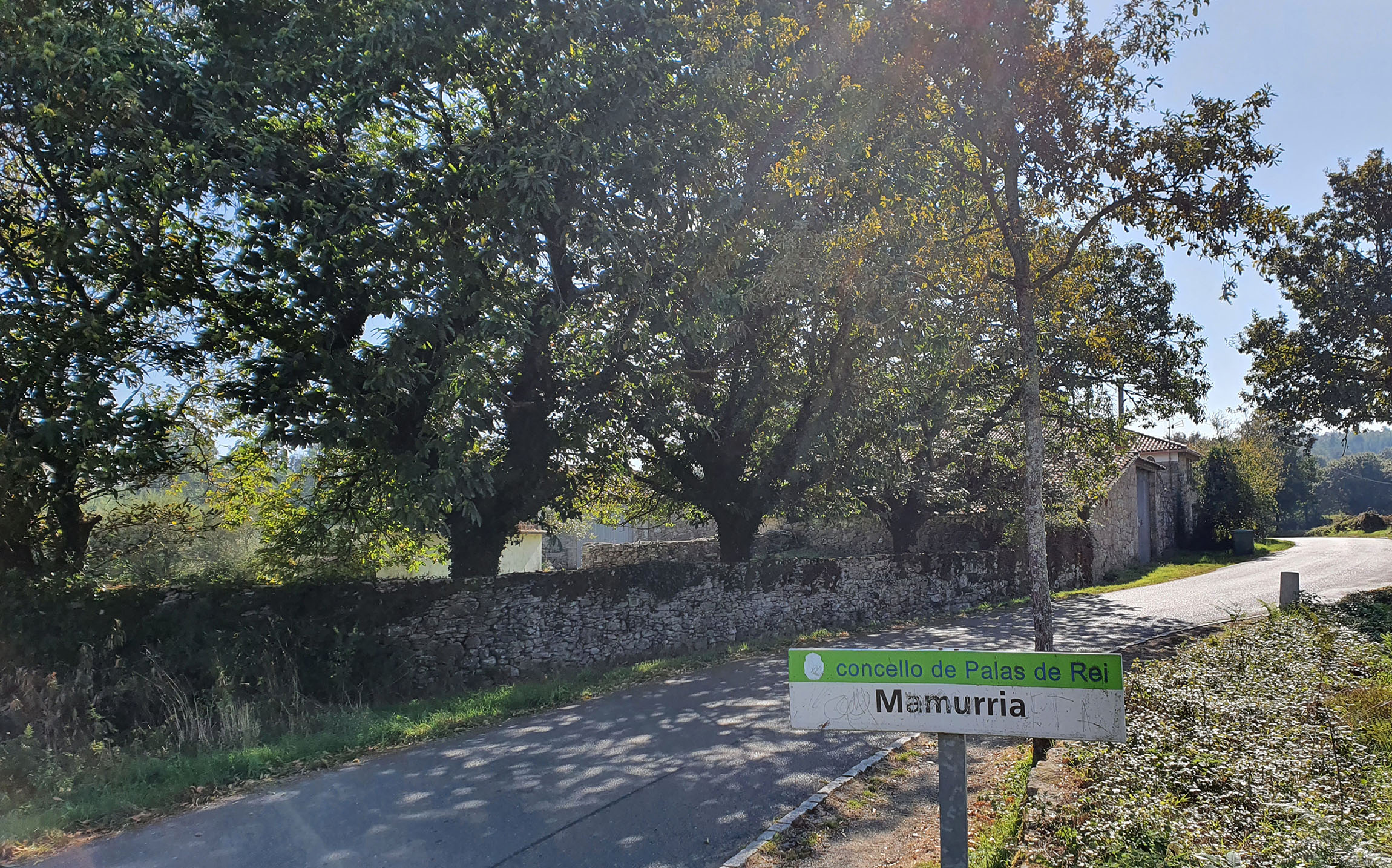

A Mamurria est une localité de la parroquia de Santiago de Lestedo dans le municipio de Palas de Rei, comarque de Ulloa, province de Lugo, communauté autonome de Galice, au nord-ouest de l'Espagne.
Cette localité est traversée par le Camino francés du Pèlerinage de Saint-Jacques-de-Compostelle.

## Patrimoine et culture

### Pèlerinage de Compostelle
Par le Camino francés du Pèlerinage de Saint-Jacques-de-Compostelle, le chemin vient de la localité de Os Valos, dans le municipio de Palas de Rei.
La prochaine halte est la localité de A Brea, dans le même municipio de Palas de Rei.

## Sources et références
- (fr) Grégoire, J.-Y. & Laborde-Balen, L. , « Le Chemin de Saint-Jacques en Espagne - De Saint-Jean-Pied-de-Port à Compostelle - Guide pratique du pèlerin », Rando Éditions, mars 2006,  (ISBN 2-84182-224-9)
- (fr) « Camino de Santiago St-Jean-Pied-de-Port - Santiago de Compostela », Michelin et Cie, Manufacture Française des Pneumatiques Michelin, Paris, 2009,  (ISBN 978-2-06-714805-5)
- (fr) « Le Chemin de Saint-Jacques Carte Routière », Junta de Castilla y León, Editorial